# Gerhard Engel (Historiker)
Gerhard Engel (* 19. Juni 1934 in Prenzlau) ist ein deutscher Historiker mit dem Schwerpunkt Geschichte der deutschen Arbeiterbewegung. Als SED-Funktionär war er zudem 1977–1989 Stellvertretender Minister für Hoch- und Fachschulwesen der DDR.

## Leben
Gerhard Engel legte 1952 sein Abitur ab und begann noch im selben Jahr mit dem Studium Geschichtswissenschaft, das er 1956 als Diplom-Historiker beendete. Von 1956 bis 1972 arbeitete er zunächst als wissenschaftlicher Assistent, später als Oberassistent am Institut für Deutsche Geschichte der Humboldt-Universität zu Berlin (HUB). Zwischen 1962 und 1966 gehörte er einem Autorenkollektiv an, das die achtbändige Geschichte der Deutschen Arbeiterbewegung verfasste. Das Werk wurde in der DDR zum offiziellen Standardwerk zur Geschichte der Arbeiterbewegung. Im Januar 1967 erfolgte an der HUB die Promotion mit einer Arbeit zum Thema Die politisch-ideologische Entwicklung Johann Kniefs (1880–1919). Untersuchungen zur Geschichte der Bremer Linksradikalen. Gutachter waren Erich Paterna und Joachim Streisand. Im Februar 1972 wurde er Hochschuldozent, zwölf Monate später ordentlicher Professor für Deutsche Geschichte an der HUB. Ebenfalls 1973 wurde Engel Prorektor für Gesellschaftswissenschaften.
Engel wurde 1957 Sekretär der Grundorganisation der SED in der Fachrichtung Geschichte der Humboldt-Universität. 1967–1970 war er Sekretär der SED-Kreisleitung an der Universität. Von 1977 bis 1989 war er einer der Stellvertreter des Ministers für Hoch- und Fachschulwesen, Hans-Joachim Böhme, und von 1989 bis Mai 1990 Hauptabteilungsleiter im Ministerium für Bildung. Unter dem Namen IM Stern wurde Engel vom Ministerium für Staatssicherheit als Inoffizieller Mitarbeiter geführt.
Nach 1990 widmete er sich einer Edition von Feldpostbriefen sozialdemokratischer Soldaten sowie einer Quellenedition zu den Protokollen des Berliner Vollzugsrates der Arbeiter- und Soldatenräte in der Novemberrevolution.
Gerhard Engel ist seit 1961 mit der Mittelalterhistorikerin Evamaria Engel (geb. Raschke) verheiratet.

## Veröffentlichungen
Monographien
- Herausgeber: Gross-Berliner Arbeiter- und Soldatenräte in der Revolution 1918/19. Dokumente der Vollversammlungen und des Vollzugsrates. 3 Bände, Akademie, Berlin 1993/1997/2002, ISBN 3-05-002247-7, ISBN 3-05-003061-5, ISBN 3-05-003665-6.
- Rote in Feldgrau. Kriegs- und Feldpostbriefe junger linkssozialdemokratischer Soldaten des Ersten Weltkriegs (= Feldpostbriefe. Band 2). Trafo, Berlin 2008, ISBN 978-3-89626-784-9.
- Johann Knief – ein unvollendetes Leben. Dietz, Berlin 2011, ISBN 978-3-320-02249-5.
- Dr. Rudolf Franz 1882–1956. Zwischen allen Stühlen – ein Leben in der Arbeiterbewegung. edition bodoni, Berlin 2013, ISBN 978-3-940781-46-8

Aufsätze
- Der Arbeiterdichter Werner Möller (1888–1919), in: Arbeit – Bewegung – Geschichte, Heft III/2016.
- Radikal, gemäßigt, vergessen: Alfred Henke (1868–1946). In: Jahrbuch für Forschungen zur Geschichte der Arbeiterbewegung. Teil 1 in Heft II/2015, S. 44–66; Teil 2 in Heft III/2015.
- The International Communists of Germany 1916–1919, in: Ralf Hoffrogge/Norman LaPorte: Weimar Communism as Mass Movement 1918–1933. Lawrence & Wishart, London 2017, S. 25–45.
- Die Internationalen Kommunisten Deutschlands (IKD) und die Gründung der KPD während der Deutschen Revolution 1918/19. In: Marxistische Erneuerung Heft 115, September 2018